# Charles de Blois
Pour les articles homonymes, voir Blois (homonymie).
Charles de Blois, né en 1319 à Blois et mort le 29 septembre 1364 à Auray, neveu du roi de France Philippe VI, est un noble français, baron de Mayenne et seigneur de Guise, devenu comte de Penthièvre en épousant la petite-fille du duc de Bretagne Arthur II, nièce du duc Jean III.
Désigné comme successeur de Jean III, mais confronté à l'opposition de Jean de Montfort, demi-frère de Jean III, il s'engage dans la guerre de Succession de Bretagne (1341-1364), qui a lieu parallèlement aux débuts de la guerre de Cent Ans entre la France et l'Angleterre. Il meurt sur le champ de bataille d'Auray, qui marque la défaite de la maison de Penthièvre, soutenue par le roi de France.
Devenu l'objet d'un culte quelques années après sa mort, il a été canonisé en 1376 et béatifié en 1904 ; sa fête est le 29 septembre en général, mais le 12 octobre[réf. nécessaire] en Bretagne.

## Biographie

### Origines familiales et formation
Il est le deuxième fils du comte de Blois Guy Ier (1298-1342), membre de la maison de Châtillon (c'est-à-dire de Châtillon-sur-Marne, en Champagne).
Sa mère est Marguerite de Valois (1295-1342), sœur de Philippe, roi de France à partir de 1328, le premier de la maison de Valois, branche cadette des Capétiens.

### Mariage (1337)
Le 4 juin 1337, Charles de Blois épouse à Paris Jeanne de Penthièvre, fille de Guy de Penthièvre, lui-même fils du duc de Bretagne Arthur II, et nièce du duc Jean III de Bretagne.
Les conditions du mariage prévoient que Charles de Blois prendra le nom et les armes de Bretagne et qu'il succèdera au duc Jean III, qui n'avait pas d'enfants.

### La guerre de Succession de Bretagne
Le duc Jean III n'ayant pas voulu clarifier sa succession de son vivant, sa mort en 1341 déclenche entre les compétiteurs une guerre qui va durer 23 ans : la guerre de Succession de Bretagne, à laquelle participent des combattants célèbres : Bonabes IV de Rougé, Gautier de Mauni, Jean III de Beaumanoir, Olivier V de Clisson, Bertrand Du Guesclin, Guillaume Boitel et John Chandos, Pierre de Boisboissel.

#### Premières années
Par l'arrêt de Conflans, le roi Philippe VI reconnaît son neveu Charles de Blois comme duc baillistre (régent) de Bretagne et reçoit[Quand ?] son hommage à ce titre. La plupart des nobles bretons le reconnaissent aussi comme héritier du duc défunt, mais un demi-frère de Jean III, Jean de Montfort conteste cette succession et se fait reconnaître comme duc par un certain nombre de nobles et de bourgeois réunis à Nantes en mai 1341.
En octobre 1341, une expédition française conduite par l'héritier présomptif de France, Jean, duc de Normandie, et par Charles de Blois est lancée pour soutenir ses droits sur la Bretagne. Mais Jean de Montfort bénéficie du soutien du roi d'Angleterre, qui, en 1337, a lancé une offensive pour évincer la maison de Valois du trône de France : on est au début de la guerre de Cent Ans (1337-1453).
Le 1er mai 1344, Charles de Blois prend Quimper, qui est ensuite pillée par ses soldats.

#### Période de captivité (1347-1356)
Le 18 juin 1347, il est fait prisonnier par les Anglais lors de la bataille de La Roche-Derrien. Sa captivité va durer neuf ans (la plus grande partie en Angleterre[pas clair], notamment à la tour de Londres), mais son épouse Jeanne de Penthièvre poursuit la guerre contre Jeanne de Flandre (1294-1375), qui, de son côté, devenue veuve du comte de Montfort en 1345, combat au nom de son fils Jean, né en 1339.
Charles de Blois est libéré le 10 août 1356, après s'être engagé à verser une rançon de 700 000 florins d'or, rançon seulement en partie payée au moment de sa mort.

#### Période 1356-1364
Le jeudi saint de l'an 1357 (1er avril 1357), Charles de Blois se rend accompagné de son maître d'hôtel Geoffroy de Pontblanc, chevalier, de son château de Dinan à son château de Léhon[pas clair].
Charles de Blois meurt le 29 septembre 1364 lors de la bataille d'Auray contre Jean IV de Bretagne.

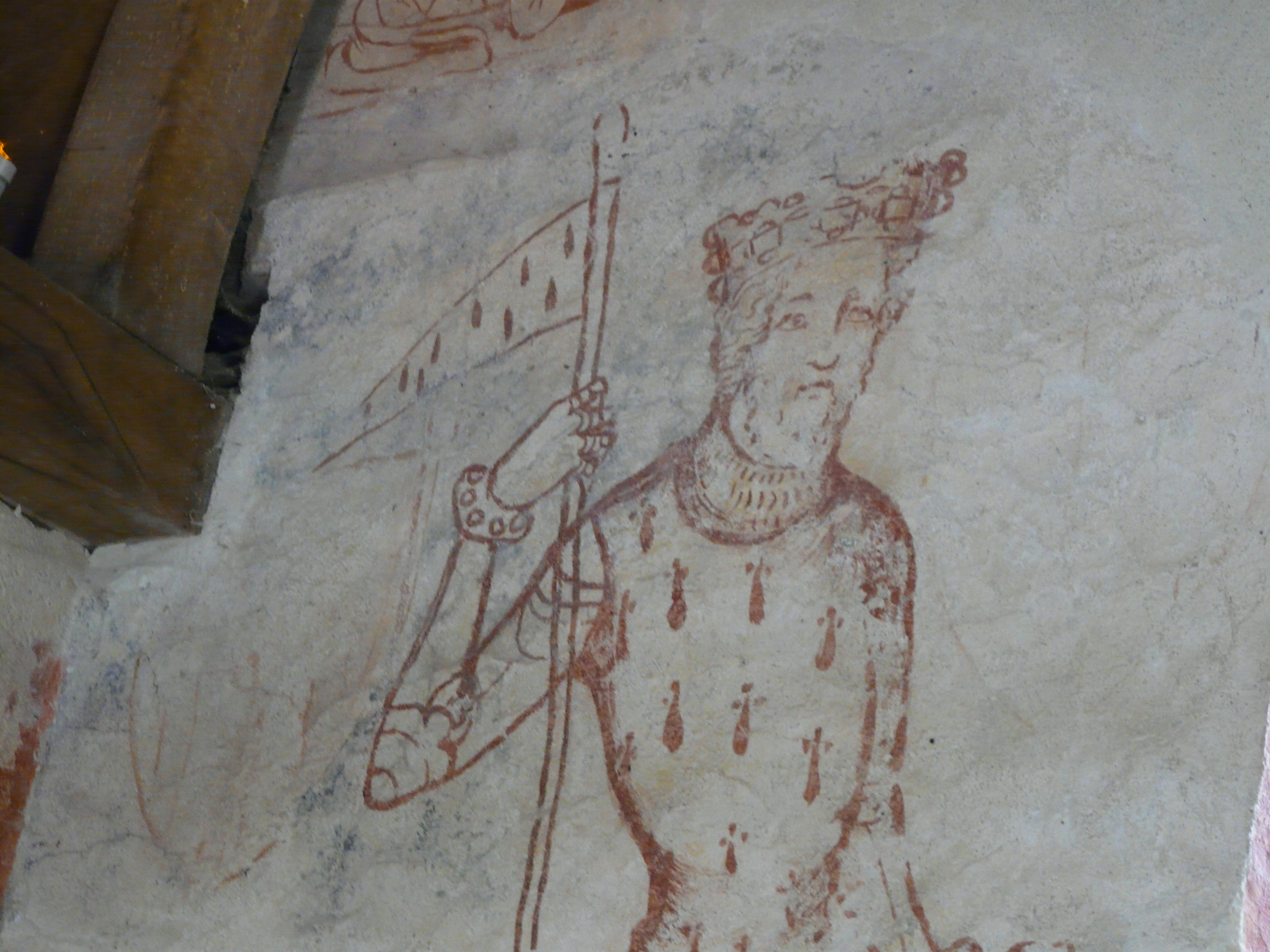
Charles de Blois, baron de Mayenne, portant l'étendard breton, détail d'une peinture murale de la chapelle Saint-Léonard à Mayenne.
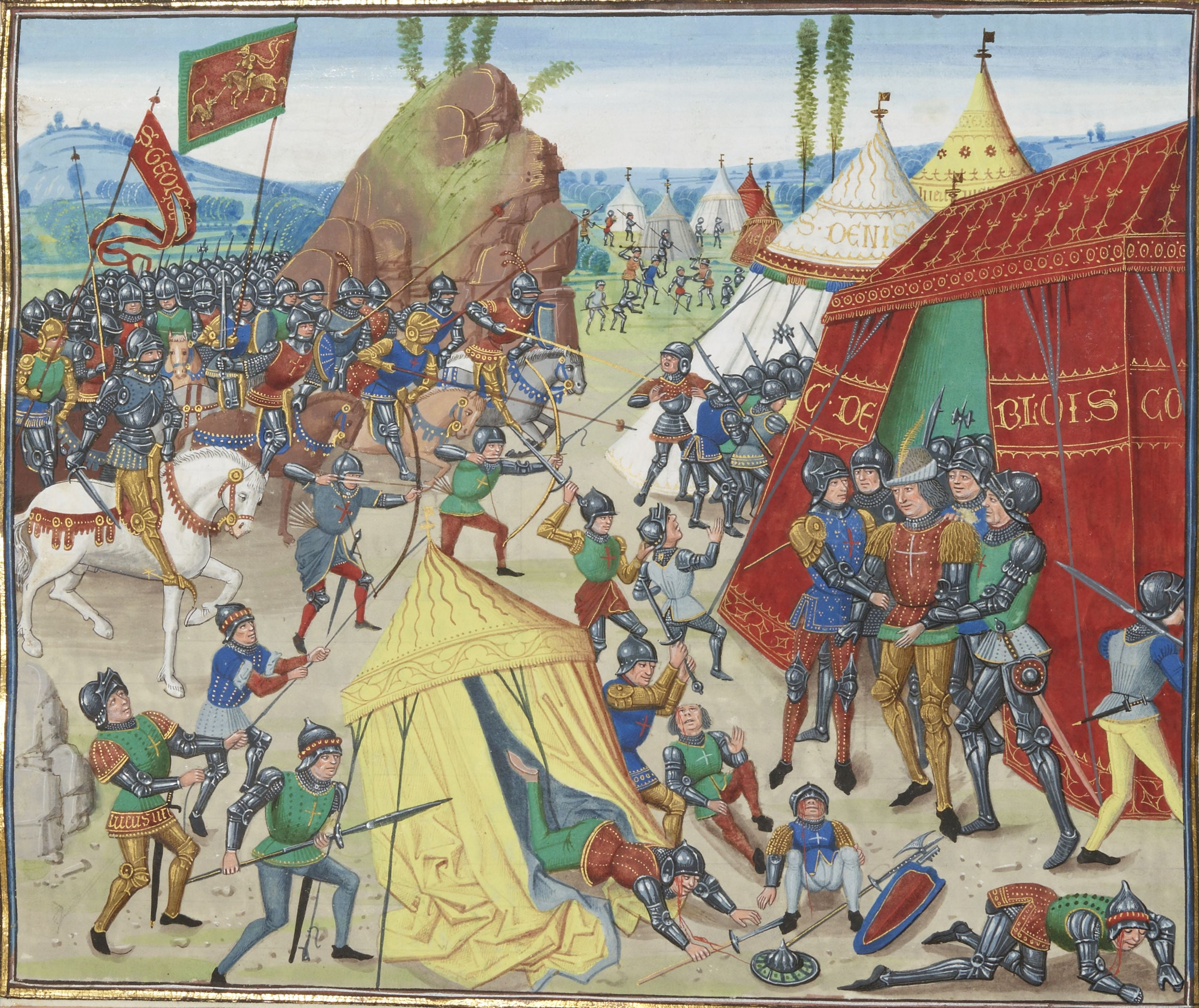
Charles de Blois, duc de Bretagne, est fait prisonnier pendant la bataille de la Roche-Derrien (1347). Miniature des Chroniques de Froissart, Paris, BnF.

## Famille

### Descendance
Son épouse Jeanne de Penthièvre lui donne cinq enfants :
- Jean Ier de Châtillon (1340-1404), comte de Penthièvre, vicomte de Limoges, baron d'Avaugour, seigneur d'Avesnes ;
- Gui, envoyé en otage en Angleterre, où il meurt ;
- Henri, mort en 1400 ;
- Marie (1345-1404), comtesse de Guise et dame de Mayenne, mariée en 1360 avec Louis duc d'Anjou (1339-1384), comte du Maine, comte de Provence et de Forcalquier ;
- Marguerite, mariée en 1351 avec Charles de La Cerda (mort assassiné en 1354, sans postérité), comte d'Angoulême et connétable de France[3].

## Culte de Charles de Blois

### Le miracle de son image à Dinan (1368) et l'opposition deJeanIVde Montfort
Quatre ans après sa mort, le 15 septembre 1368, Urbain V écrit aux évêques bretons, leur reprochant l'établissement d'une fête liturgique sans autorisation pontificale, l'interdisant et fustigeant les pratiques abusives des ordres mendiants : « dans leurs sermons saint et martyr de la justice, ils lui offrent le saint sacrifice à son jour anniversaire comme à un saint approuvé par l'Église, ils distribuent aux pèlerins qui viennent prier sur sa tombe des statuettes de plomb à son effigie ».

Sans doute sa lettre fait-elle suite à l'active opposition de Jean IV de Montfort, concurrent de Charles au trône de Bretagne et son meurtrier. Celui-ci ordonne le 1er février 1368 de détruire une peinture de Guillaume Breton dans l'église du couvent des Cordeliers à Dinan où il loge, sur laquelle Charles de Blois était représenté agenouillé et en armes (avec l'écu de Bretagne) aux pieds de saint François d'Assise. Il est obéi dans la nuit mais dès le 3 février, les Cordeliers de Guingamp Raoul de Kerguiniou et Payen de Kelen, puis bientôt des centaines de fidèles observent deux filets de sang s'échappant des restes de l'image, autour de la poitrine et du cou, où le vaincu d'Auray avait été blessé. Deux écuyers anglais de Jean IV, Foudrigay et Vroic, frappent l'image d'un couteau, et Geoffroy Budes constate qu'il en sort du sang. De nombreux fidèles le récupèrent sur des linges comme reliques. L'évêque de Saint-Malo, Guillaume Poulart, fils du receveur général de Charles de Blois et qui avait refusé en 1365 de faire allégeance au duc assassin, interdit au gardien du couvent de détruire l'image mais ordonne au contraire de la remettre en état.
Le miracle de Dinan prend ici toute sa signification politique : il symbolise la lutte que continuaient à se mener, trois ans après la signature du traité de Guérande, les deux partis ennemis de la guerre de Succession. Les blésistes vaincus avaient à leur disposition une arme redoutable : la gloire posthume du comte de Penthièvre. Ils mirent tout en œuvre avec le soutien intéressé du puissant ordre franciscain, pour qu'éclatât la sainteté de leur ancien maître. Le miracle de Dinan, qui se produisit au moment et à l'endroit même où Jean IV réunissait la noblesse du duché, servit magistralement leur entreprise. Montfort, fier de sa légitimité chèrement conquise, ne supporta pas l'affront : si l'évêque de Saint-Malo menaçait d'en appeler au pape, lui franchit le pas et écrivit au Saint-Siège dans les mois suivants.
Le pape lui répond le 15 septembre 1368 qu’il n’y a encore aucune demande pour l’heure mais que s’il y en avait une il procéderait « comme l’exige le droit et la justice ».

### Le procès d'Angers (1371)
Moins d’un an plus tard, par les bulles du 17 août 1769 et 22 octobre 1370, le pape prescrit une enquête canonique, signalant qu’on l’avait « détourné de cette affaire plusieurs fois » et ordonnant à ses commissaires de « réprimer par sentence d'excommunication ceux qui entraveraient en cachette ou en public ou de toute autre manière la recherche des renseignements ». Ceux-ci reconnaissent d'ailleurs qu'ils n'ont pu se rendre à Guingamp sans expliciter les raisons évidentes, et nombre de clercs et laïcs bretons n'oseront se rendre à Angers pour témoigner au procès en canonisation, malgré le remboursement du voyage et la menace d'excommunication. Pour éviter celle-ci, un miraculé, Rouland Taillart, obtint un nouveau miracle de Charles de Blois qui le guérit aussitôt de sa goutte.
Grégoire XI renouvelle la prescription de son prédécesseur par bulle du 15 janvier 1371. Une enquête de canonisation est alors diligentée à Angers, dont les actes du 9 septembre au 17 décembre 1371 ont subsisté jusqu'à nous. Le 3 novembre, une lettre commande aux commissaires de passer outre aux appels du duc pour interrompre le procès. Ce dernier dépêche à l'été 1372 Maître Jean Y pour entraver la clôture de l'enquête, et deux ralliés, le doyen de Nantes Guillaume Paris et Guy de Rochefort d'Assérac auprès de Charles V pour lui exprimer son mécontentement pour son soutien à Jeanne de Penthièvre (veuve de Charles) et so participation au procès de canonisation, le roi répondant avoir écrit « comme il feroit pour le plus petit de son Royaume, & ne fait riens au droit de la Duchié ; mais font mal ceulx qui telles choses donnent à entendre ».
Cum permissu superioris, un Franciscain de Périgueux explique avoir consacré une chapelle rénovée au prince breton. Mais les témoignages manifestent aussi que Charles ne fait pas l'unanimité dans le clergé, séculier ni même régulier, comme les Cordeliers manceaux. Onze miraculés avaient été au service de Charles de Blois, mais étonnamment, « pas moins de cinq partisans des Montforts, dont trois Anglais, bénéficièrent des faveurs » du défunt duc, dont Guy de Trévil retrouvant ses écus d'or, Jamien guéri d'hémiplégie, Antoine Houlz, maître d'hôtel du nouveau duc et à la jambe guérie, l'Anglais Comiton à la fille ressuscitée. À l'inverse son compatriote Jean François tombe gravement malade et muet après s'être moqué du sieur Charles, puis guéri totalement en l'invoquant ; il arriva la même chose au Bénédictin Jean Louénan. Bertrand de Beaumont et l'Anglais ayant raclé l'image sont tués au siège de Bécherel, immédiatement après avoir sali sa mémoire.

### La canonisation à Avignon parGrégoireXI(1376)
Le 13 février 1376, il demande par bulle à ses commissaires de passer outre certains vices de forme que comportait l’enquête afin de pouvoir procéder à la canonisation. Car la dernière grande affaire du moment à la Cour papale d'Avignon, avant le retour imminent à Rome sous la pression de sainte Catherine de Sienne, est la canonisation de Charles de Blois, comme en témoigne, du 9 mai 1372 au 7 septembre 1376, la correspondance de Christophe de Plaisance, procureur à Avignon du duc Louis II de Mantoue. Ce dernier indique en effet à sa Cour le nouveau programme papal :
Mercredi, qui sera le 10 de ce mois, il canonisera le duc de Bretagne, qui, d'après ce que j'ai entendu, était un seigneur juste ; jeudi, il célébrera la messe de canonisation en l'église Saint Dominique ; vendredi douze de ce mois, il fera un consistoire public et là, recevra chacun, bénira tous les courtisans et se prononcera sur le transfert de la cour d'Avignon à Rome. (In die mercurri qui erit X presentis mensis, ducem Britanie qui, uti audio, fuit iustus dominus, canonizat, et in die jovis celebravit [sic] misam canonizationis in Sancto Dominico, in die veneris duodecima presentis mensis faciet publicum consistorium et ibi recipiet licentiam ab omnibus et dabit benedicionem omnibus cortesanis et pronunciabit sicut transfert curiam de civitate Avenionense ad Urbem).
Les cérémonies de canonisation reportent en effet de quelques jours le départ du Pape à Rome prévu le 8 septembre, du fait de la présence à Avignon du duc Louis Ier d'Anjou, frère du roi Charles V de France et gendre de Charles de Blois dont il est le principal postulateur de la canonisation, de laquelle il avait défrayé les enquêtes à Angers cinq ans plus tôt. Louis d'Anjou, admirateur de sainte Catherine de Sienne, soutient d'ailleurs ce retour pontifical qu'il finance en avançant 60 000 florins.
- Le mercredi 10 septembre 1376, Grégoire XI canonise le duc de Bretagne dans une chapelle du palais d'Avignon[7].

- Le jeudi 11 septembre, le pape célèbre la messe de canonisation dans l'église Saint-Dominique des Frères prêcheurs d'Avignon.

- Le vendredi 12 septembre, il tient un consistoire public de congé.

- Le samedi 13 septembre suivant, comme le confirme Pierre Ameilhe, chapelain et maître des cérémonies[13] de Grégoire XI[14],[15], le pape quitte Avignon pour la Ville Éternelle via Marseille, accompagné de 25 galères et de nombreux navires.

L'original de la bulle de canonisation n'a pas été retrouvé. Mais une partie des archives pontificales a disparu lors du naufrage d'une partie de la flotte pontificale aux abords de l'île d'Elbe, et les troubles de cette époque tragique (troubles en Italie, mort du pape, Grand Schisme, aventures inouïes de Louis d'Anjou, etc.) expliquent aussi les disparitions de documents importants.

### Dévotion populaire
Selon la tradition, Charles de Blois aurait ressuscité 29 personnes, notamment : Guillaume du Parc, orfèvre à La Roche-Derrien, assassiné ; le garçon noyé de Denys Hureau) ; une fillette d'un an noyée à Plestin, et il aurait protégé de nombreuses personnes des flammes, des éboulements et des loups.
Depuis 1367, Olivier Sellier confectionnait des statuettes d'étain de Charles de Blois pour les pèlerins, puis s'exila un temps par crainte de Jean IV.
Roland de Coatgoureden (mort après 1374), qui fut sénéchal de Charles de Blois, se fait représenter agenouillé devant son maître dans l'attitude d'un orant priant un saint sur le bas-relief de son enfeu dans l'église Notre-Dame de Guingamp.

Dans son testament de 1380, le connétable de France Bertrand du Guesclin demande deux pèlerinages pour lui : à Saint-Yves-de-Tréguier et à Saint-Charles-de-Guingamp, établissant la reconnaissance contemporaine de sa canonisation. De même la pratique des mercenaires bretons au service du pape :
le cri de guerre des Bretons au service du pape Grégoire XI : « Vostre mercy, Charles et Yves ! » n'aurait pas été très pontifical si le premier personnage n'avait pas été canonisé, alors que le second l'était si bien.

### De la canonisation (1376) à la béatification (1904)
Dans ses Chroniques contemporaines, Jean Froissart écrit que la canonisation a été effectuée par Urbain V, et les annalistes le répéteront après lui. Mais André Duschesne parle en 1621 d'un successeur immédiat de ce pape.
Au XVIIe siècle, le procès-verbal d'une reconnaissance des reliques relève l'indication sur le tombeau d'une élévation des reliques — équivalent d'une canonisation — entre les années 1372 et 1450.
Au XVIIIe siècle, Benoît XIV, lecteur des Annales Ecclesiastici de Rinaldi et réformateur du calendrier comme des procédures de béatification et canonisation, supprime la fête de Charles de Blois. Les Bollandistes s'abstiennent alors de publier comme prévu la documentation rassemblée. L'évêque de Blois répond en 1756 à celui de Tréguier que la bulle de canonisation se trouve sans doute à Chartres ou à Rome.
Charles de Blois semble être alors le seul saint moderne honoré officiellement en France sans l'aval de Rome.
Au XIXe siècle, le gallicanisme finissant, les diocèses de Blois et de Saint-Brieuc effacent la fête de Charles.
Début XXe siècle, dom François Plaine, moine bénédictin de Ligugé, transmet à Rome les documents postérieurs à la lettre d'Urbain V : ses bulles pour l'enquête (1369 et 1370), celle de Grégoire XI (1371) les renouvelant et les procès-verbaux de l'enquête (1371). Deux exemplaires du dossier sont conservés par la Bibliothèque vaticane et par les Archives des Basses-Pyrénées. Le P. Antoine de Sérent s'appuie sur ce dernier document pour sa publier ses Monuments du procès de canonisation du bienheureux Charles de Blois en 1921.
Le 14 décembre 1904, le pape saint Pie X accorde de nouveau la reconnaissance de culte à Charles de Blois, ainsi officiellement bienheureux, du fait de sa piété sans faille et ses neuf années d'emprisonnement à Londres. L'historien Barthélémy Pocquet du Haut-Jussé fait connaître la bulle de Grégoire XI de 1376 confirmant la remise des procès-verbaux du procès et levant six doutes de forme, dernière étape avant les consistoires et la canonisation liturgique.
L'autel de la 8e chapelle Sud de la cathédrale Saint-Louis de Blois lui est dédié. Le chanoine Porcher charge le peintre Bottoni de réaliser la peinture du retable.

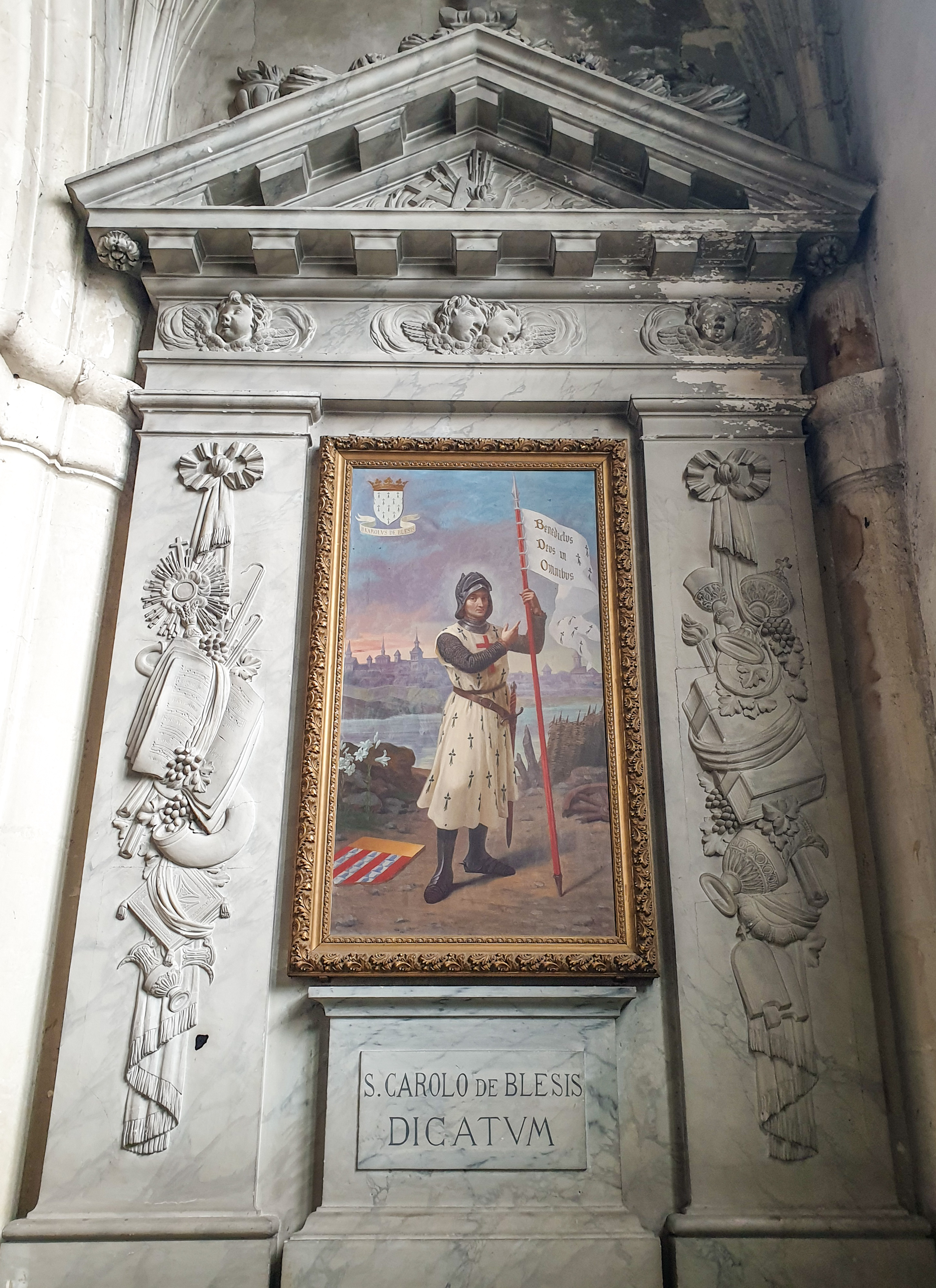
Chapelle Saint-Charles-de-Blois de la cathédrale Saint-Louis de Blois.

Une église Art déco, Saint-Charles-de-Blois, construite en 1930 par Guy Caubert de Cléry à l'initiative du recteur Léon Chevassu, lui est dédiée en 1939 à Auray, sous le titre de saint.
En 1951, le P. Marie-Hyacinthe Laurent soutient que la procédure était encore en cours au temps de Clément VII, citant le testament de Louis d'Anjou du 26 septembre 1383 où il indiquerait vouloir poursuivre les démarches pour la canonisation. Laurent Héry explique en 1996 que Baudoin de Gaiffier et Barthélémy Pocquet du Haut-Jussé ont rallié cet avis, et estime que la trouvaille par Noële Maurice-Denis de la lettre pourtant explicite de l'ambassadeur de Mantoue « lui [avait laissé] penser que la reconnaissance officielle du prince breton avait pur être prononcée les 10 et 11 septembre 1376 ».
Charles de Blois est inscrit aux calendriers des diocèses de Blois et de Tréguier, et de la province de France de l'ordre des Frères mineurs.